# Ókurajama

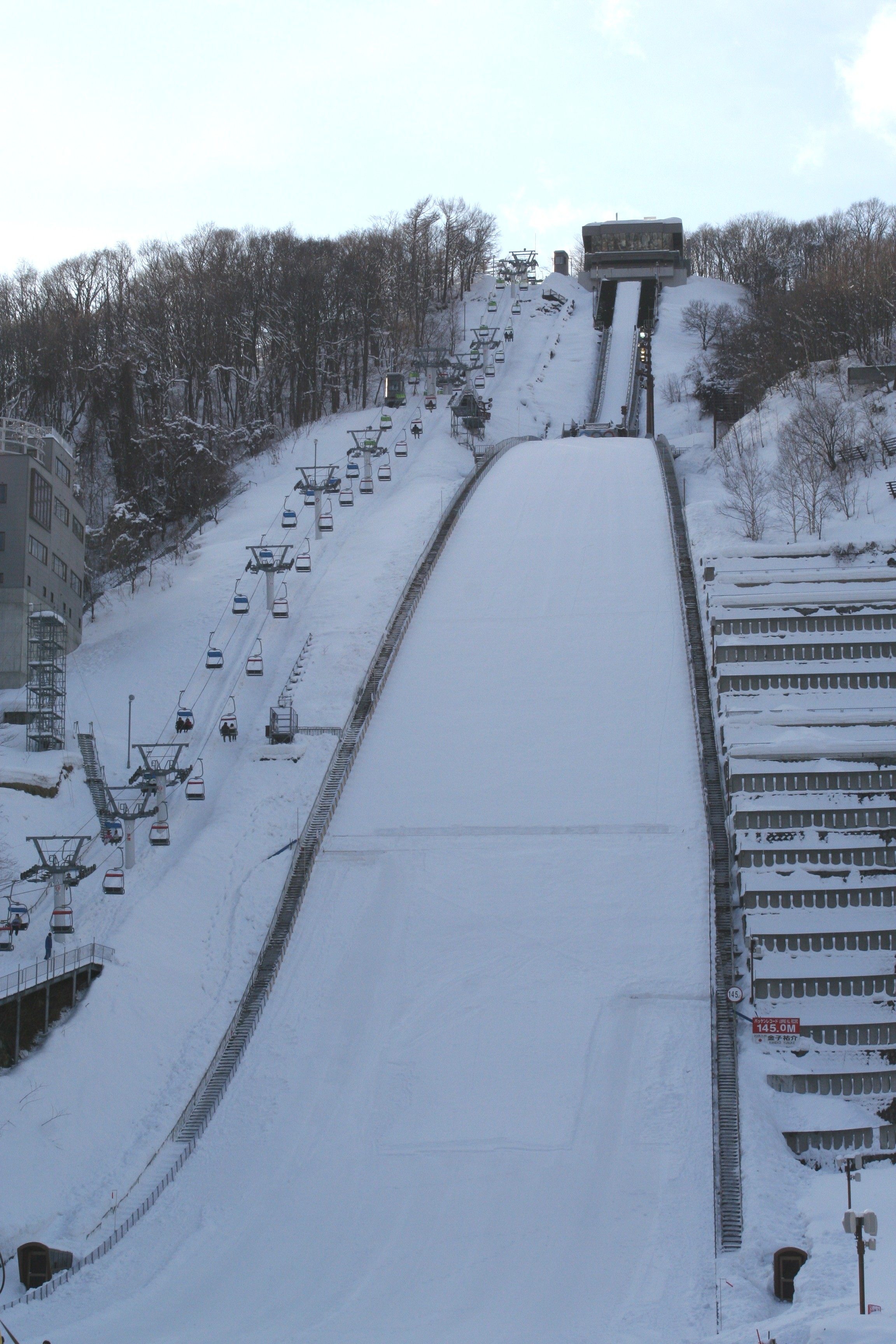
Můstek Ókurajama v Sapporu

Ókurajama (japonsky 大倉山シャンツェ) je velký můstek určený pro skoky na lyžích nacházející se v severojaponském městě Sapporo na ostrově Hokkaidó. Konstrukční bod můstku činí 120 m, jeho hill size 134 m.
První můstek se zde nacházel již v roce 1931, jeho konstrukční bod činil 60 m. V roce 1969 došlo k jeho přestavbě a zvětšení na K-90, o tři roky později se zde konaly Zimní olympijské hry. V 90. letech byl můstek několikrát přestavován a upravován až do dnešní podoby. V roce 2007 se zde konaly závody, které tvořily součást mistrovství světa v klasickém lyžování, každoročně se zde jinak pořádají závody světového poháru. Rekord můstku drží polský závodník Kamil Stoch, který zde 26. ledna 2019 doskočil do vzdálenosti 148,5 m.

## Galerie

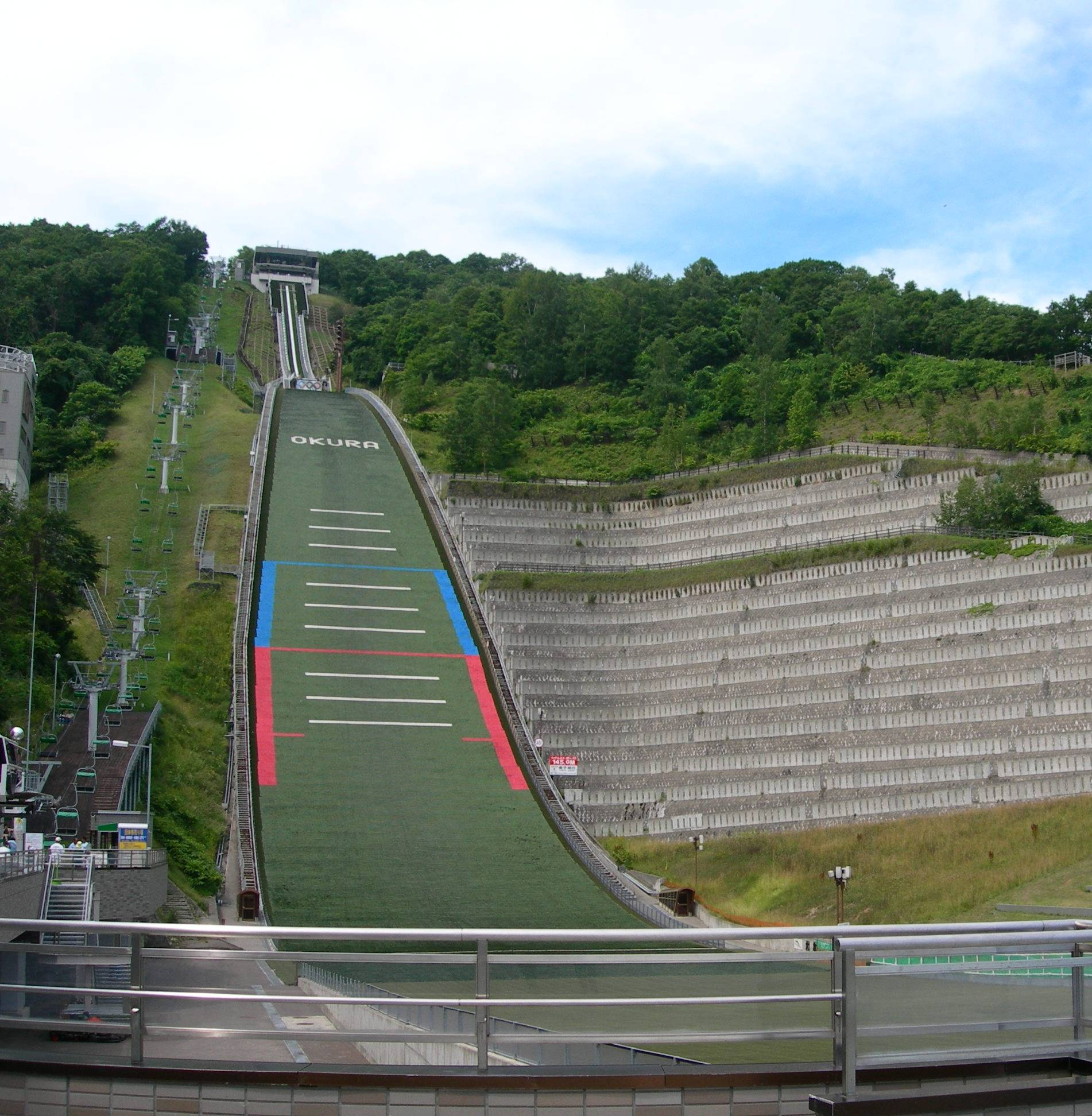
Můstek v létě
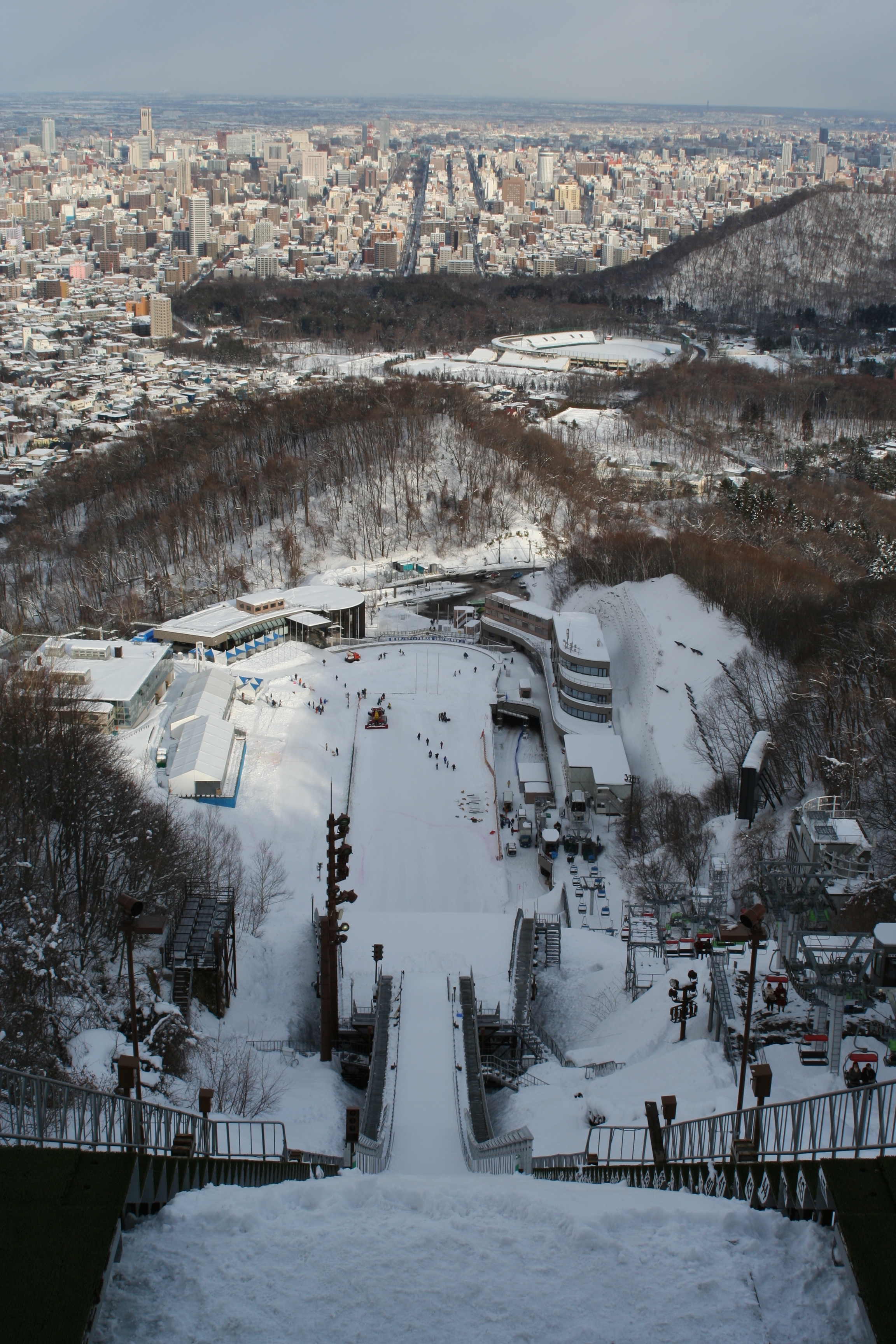
Pohled z nájezdové věže můstku